# Armadilloniscus coronacapitalis
Armadilloniscus coronacapitalis is een pissebed uit de familie Detonidae. De wetenschappelijke naam van de soort is voor het eerst geldig gepubliceerd in 1950 door Menzies.